# فمیلی مارت
فمیلی مارت (انگلیسی: FamilyMart) شرکت خرده‌فروشی ژاپنی است، که در سال ۱۹۸۱ تأسیس شد.